# Stephen Jones
Pour les articles homonymes, voir Jones.
Ne doit pas être confondu avec Stephen Jones (modiste).

a Compétitions nationales et continentales officielles uniquement.

b Matchs officiels uniquement.
Stephen Jones, né le 8 décembre 1977 à Aberystwyth (pays de Galles), est un joueur international gallois et entraineur de rugby à XV évoluant au poste de demi d'ouverture. 
Il est, malgré une technique de frappe "en Torpedo" atypique, le deuxième meilleur marqueur de l'histoire du pays de Galles (derrière Neil Jenkins).

## Carrière

### Joueur
Il connaît sa première sélection le 27 juin 1998 contre l'équipe d'Afrique du Sud. Durant l'été 2005, il participe à la tournée des Lions en Nouvelle-Zélande.
|  |

### Entraîneur
- 2013-2015 : London Wasps (entraîneur adjoint chargé de l'attaque auprès de Dai Young)
- 2015-2019 : Llanelli Scarlets (entraîneur adjoint chargé des arrières auprès de Wayne Pivac)
- Coupe du monde 2019 :  Pays de Galles (entraîneur adjoint chargé des arrières auprès de Warren Gatland)[3]
- 2020-2022 :  Pays de Galles (entraîneur adjoint chargé des arrières auprès de Wayne Pivac)

| Saison      | Club         | Division    | Poste    | Classement            | Coupe d'Europe             | Challenge européen     |
| ----------- | ------------ | ----------- | -------- | --------------------- | -------------------------- | ---------------------- |
| 2013 - 2014 | London Wasps | Premiership | Attaque  | 7e                    | -                          | Éliminé en demi-finale |
| 2014 - 2015 | Wasps        | Premiership | Attaque  | 6e                    | Éliminé en quart-de-finale | -                      |
| 2015 - 2016 | Scarlets     | Pro12       | Arrières | 5e                    | Éliminé en poule           | -                      |
| 2016 - 2017 | Scarlets     | Pro12       | Arrières | Vainqueur du Pro12    | Éliminé en poule           | -                      |
| 2017 - 2018 | Scarlets     | Pro14       | Arrières | Défaite en finale     | Éliminé en demi-finale     | -                      |
| 2018 - 2019 | Scarlets     | Pro14       | Arrières | 4e de la conférence B | Éliminé en poule           | -                      |

## Palmarès

### En club
- Champion de la Celtic League : 2004.

### En équipe nationale
- 104 sélections avec les dragon rouges
- 6 sélections avec Lions
- 7 essais, 138 transformations, 184 pénalités, 6 drops
- 881 points

- Tournoi des Six Nations : Grand chelem 2005, Grand chelem 2008

### Coupes du monde
- 1999 : 1 sélection (Japon)
- 2003 : 4 sélections (Tonga, Italie, Angleterre, Nouvelle-Zélande)
- 2007 : 4 sélections (Canada, Australie, Japon, Fidji)
- 2011 : 4 sélections  (Namibie, Fidji, France, Australie)